# Kristian Andersen (fodboldspiller)
 For alternative betydninger, se Kristian Andersen. (Se også artikler, som begynder med Kristian Andersen)
Kristian Mamush Andersen (født 1. september 1994 i Danmark) er en professionel dansk fodboldspiller, som spiller midtbane for Hillerød fc. 

## Klubkarriere

### Brøndby IF
Kristian Andersen debuterede for Brøndby IF i 3-0-sejren over AGF den 10. marts 2013.
Kristian Andersen forlængede midt i marts 2013 kontrakten med Brøndby IF.

### HB Køge
Den 24. juli 2014 blev Andersen udlejet til HB Køge. Lejekontrakten ville udløbe i juni 2015. Aftalen blev den 30. juni 2015 gjort permanent.